# Trasporti in Guinea-Bissau
Questa voce raccoglie le principali tipologie di Trasporti in Guinea-Bissau.

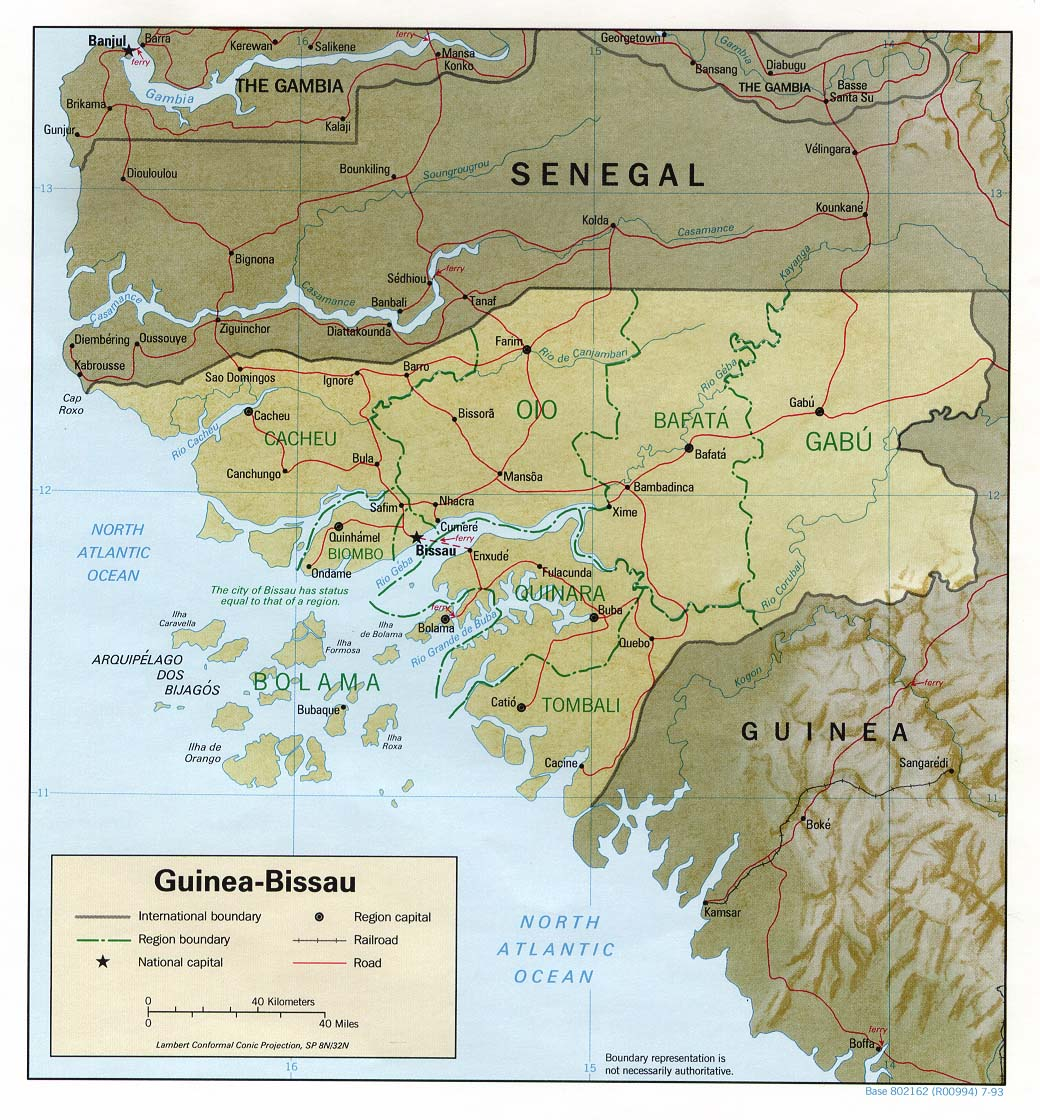
Guinea-Bissau: carta geopolitica con rete stradale

## Trasporti su rotaia

### Rete ferroviaria
La ferrovia è inesistente nella Guinea-Bissau.

### Reti metropolitane
Tale nazione non dispone nemmeno di sistemi di metropolitana.

### Reti tranviarie
Anche il servizio tranviario è assente.

## Trasporti su strada

### Rete stradale

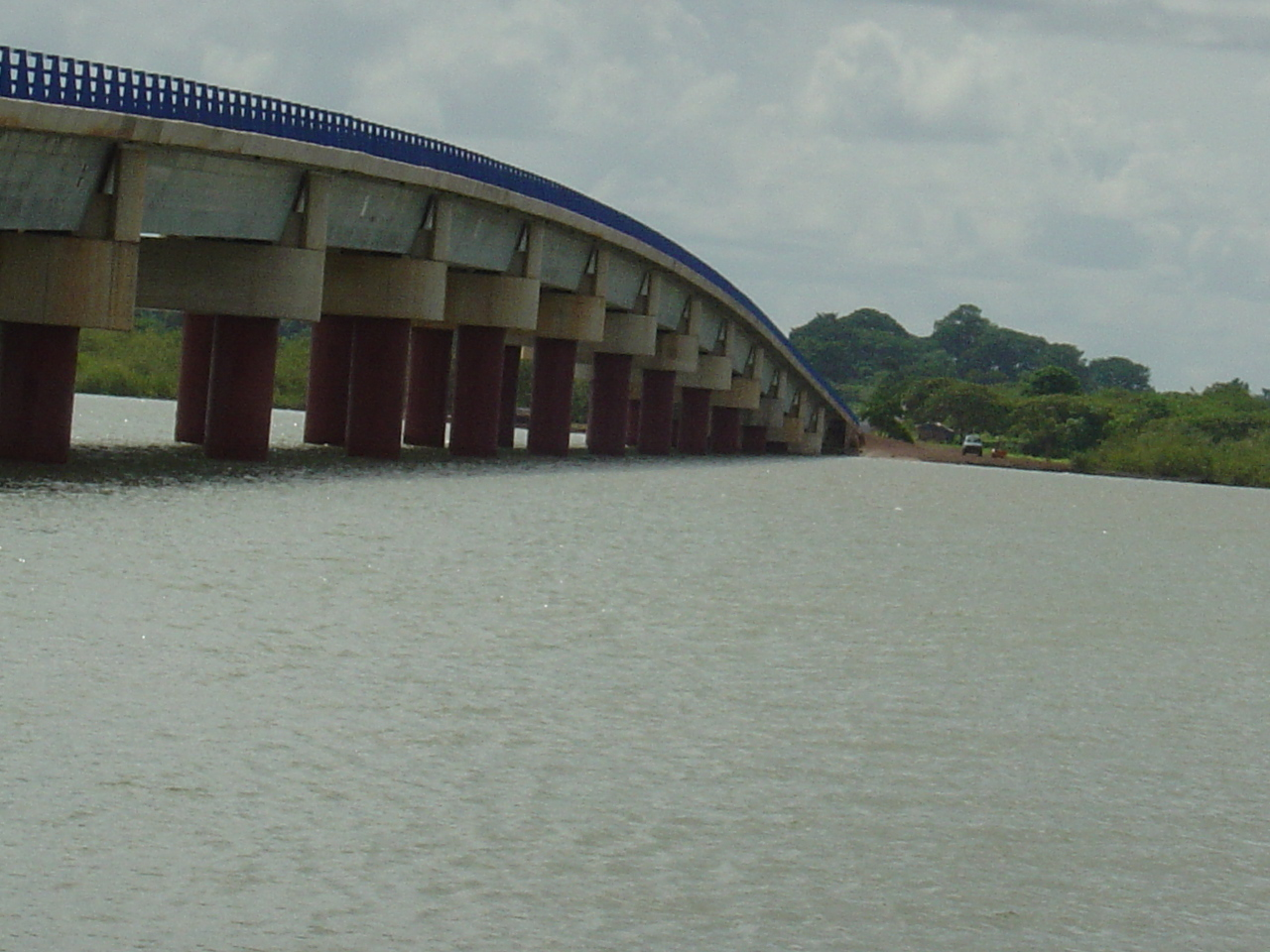
Ponte sul Rio Mansoa.

La rete stradale è molto scarsa. Le strade asfaltate mancano sovente della dovuta manutenzione.
Strade pubbliche: in totale 4.400 km (dati 1996)
- asfaltate: 453 km
- bianche: 3.947 km.

Negli ultimi anni sono stati realizzati alcuni ponti per poter superare i bracci di mare (chiamati rio) che dividono in varie aree il paese.

### Reti filoviarie
Attualmente in Guinea-Bissau non esistono filobus. 

### Autolinee
Nella capitale, Bissau, ed in poche altre zone abitate della Guinea-Bissau, operano aziende pubbliche e private che gestiscono i trasporti urbani, suburbani ed interurbani esercitati con autobus.

## Idrovie
Numerosi fiumi della Guinea-Bissau sono navigabili, risalendone il corso dal mare.

### Porti e scali
Si tratta di città e paesi con porti marittimi, spesso situati sugli estuari dei principali fiumi.

#### Sull'Oceano Atlantico
- Bissau, Bolama, Buba, Cacheu, Catiò e Farim.

## Trasporti aerei

### Aeroporti
In totale: 30 (dati 1999)
a) con piste di rullaggio pavimentate: 3
- oltre 3047 m: 1
- da 2438 a 3047 m: 0
- da 1524 a 2437 m: 1
- da 914 a 1523 m: 1
- sotto 914 m: 0

b) con piste di rullaggio non pavimentate: 27
- oltre 3047 m: 0
- da 2438 a 3047 m: 0
- da 1524 a 2437 m: 1
- da 914 a 1523 m: 4
- sotto 914 m: 22.